# FamilyFun
FamilyFun ou Disney FamilyFun est, à la fois, une publication de Disney Publishing Worldwide destinée aux parents et enfants et un site internet associé édité par Walt Disney Internet Group.

## Historique
Le magazine FamilyFun est lancé en 1991 pour les familles ayant des enfants entre 3 et 12 ans[source insuffisante], fondé par Jake Winebaum conjointement avec US News.
Le 11 février 1992, Disney Publishing Worldwide annonce le rachat du titre FamilyFun, qu'elle associe aux publications Disney Adventures et Discover
Le 11 juin 2009, Disney Publishing Worldwide annonce le renommage de FamilyFun en Disney FamilyFun à partir de son numéro d'août 2009.